# Kunstsalon Wolfsberg

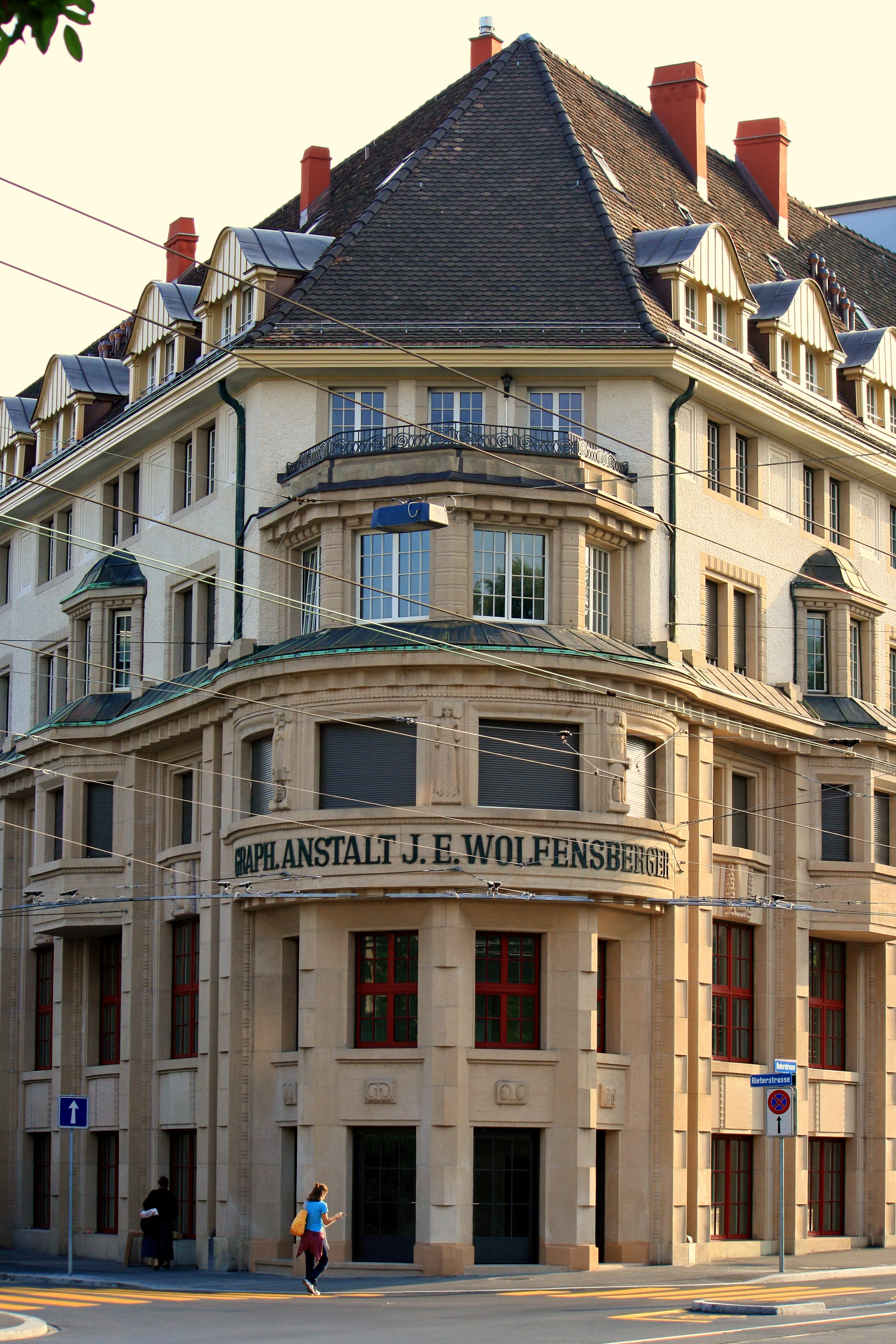
Das Haus zum Wolfsberg an der Bederstrasse 109 in Zürich-Enge, wo sich der Kunstsalon Wolfsberg befand

Der Kunstsalon Wolfsberg war eine Kunstgalerie, die von 1911 bis 2007 an der Bederstrasse 109 in Zürich existierte.

## Geschichte
Der Steindrucker Johann Edwin Wolfensberger (1873–1944) veranstaltete 1908 in der Villa Osenbrüggen in Zürich eine Ausstellung moderner Schweizer Kunst. 1911 gründete er den Kunstsalon Wolfsberg, den er im Geschäftshaus Wolfsberg an der Bederstrasse 109 in Zürich einrichtete. Das Gebäude enthielt neben Geschäftsräumen und einer Druckerei die Wohnung der Familie Wolfensberger. Der erste Leiter des Kunstsalons war Gottfried Tanner, der später die Moderne Galerie an der Zürcher Bahnhofstrasse gründete. Der Kunstsalon Wolfsberg fokussierte moderne Schweizer Kunst (Cuno Amiet, Alexandre Blanchet, Max Buri, Adolf Dietrich, Alberto Giacometti, Giovanni Giacometti, Ferdinand Hodler, Niklaus Stoecklin, Édouard Vallet und andere) und bisweilen ausländische, besonders französische Kunst. 
Wolfensberger eröffnete 1916 eine Filiale in Basel; diese wurde aber mangels Interesse zwei Jahre später geschlossen. Der Kunstsalon in Zürich wurde erst von einem Sohn, dann von einem Enkel des Gründers weitergeführt. Seit dem Zweiten Weltkrieg fokussierte der Kunstsalon zunehmend figurative Kunst wie zum Beispiel diejenige von Max Gubler, Adolf Herbst und Rudolf Zender. 
Die Nachkommen des Firmengründers beschlossen 2007, den Kunstsalon zu schliessen. Die Druckerei wurde in Birmensdorf/ZH weiterbetrieben, die Steindruckerei an der Eglistrasse in Zürich. In dem denkmalgeschützten Gebäude an der Bederstrasse 109 wurden Eigentumswohnungen eingerichtet.

## Galerie

Plakat von Burkhard Mangold für zwei Ausstellungen Kunstsalon Wolfsberg, 1905
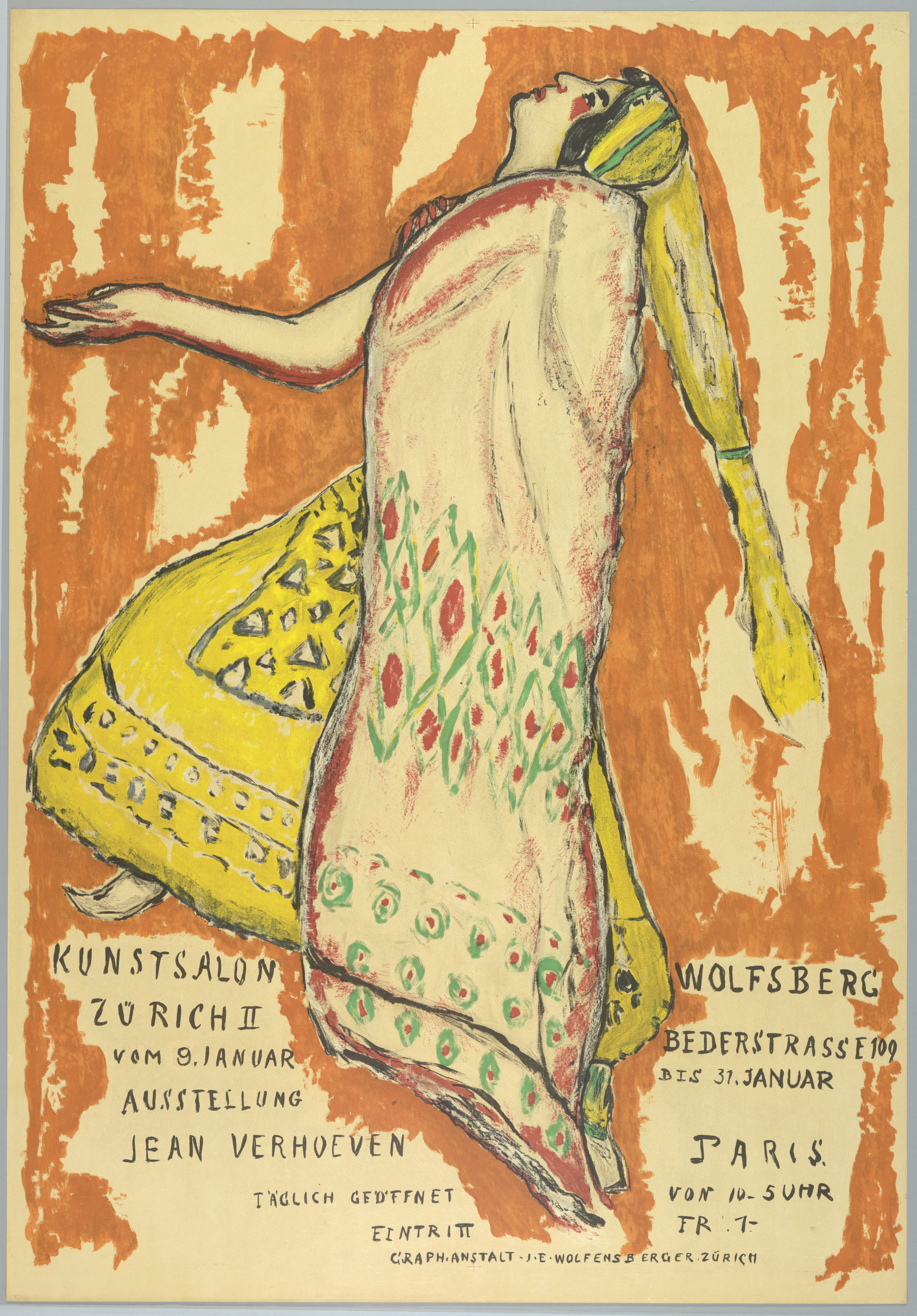
Plakat zur Ausstellung von Jean Verhoeven im Kunstsalon Wolfsberg, ca. 1915
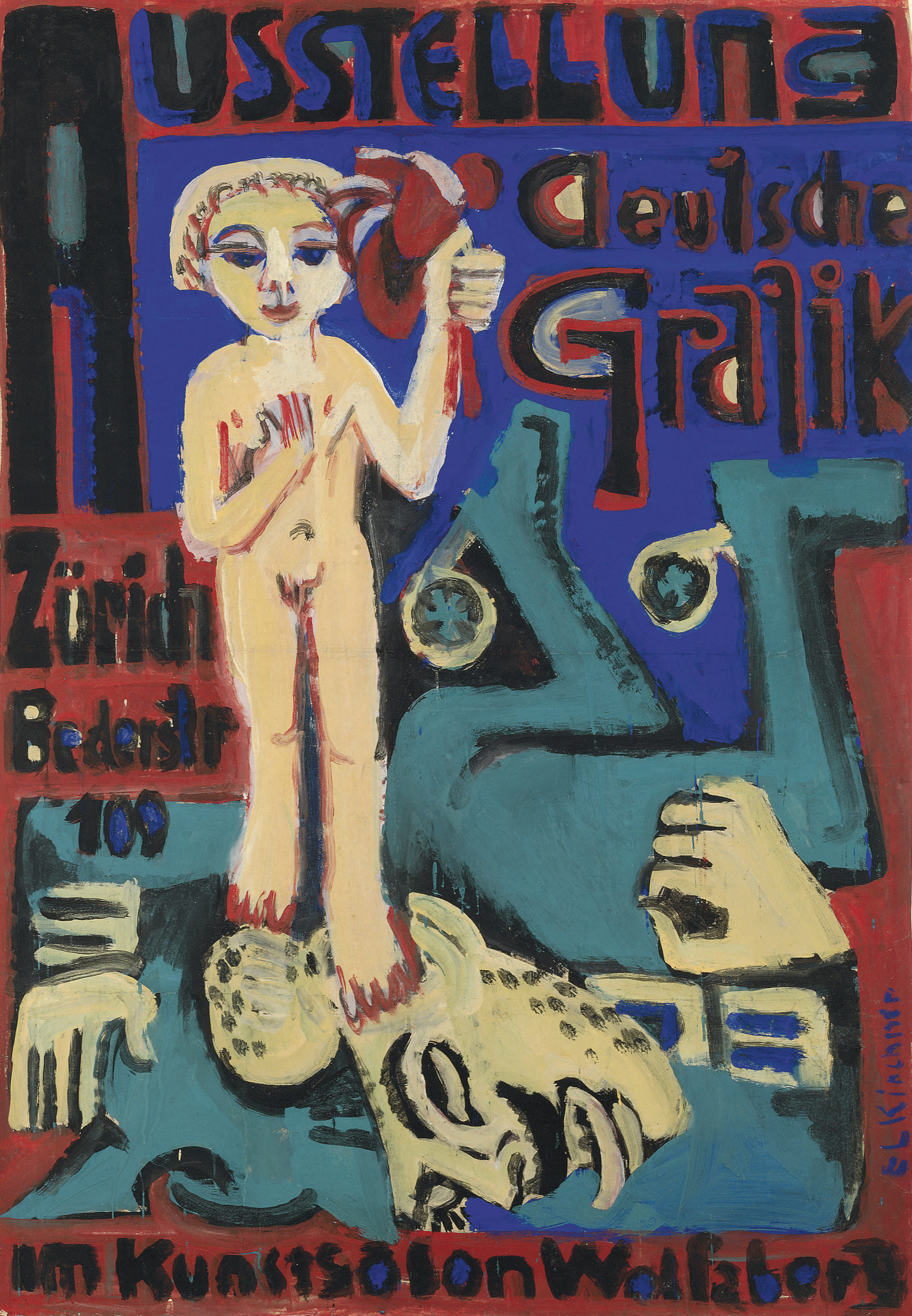
Kirchners Plakat zur Ausstellung Deutsche Grafik im Kunstsalon Wolfsberg, 1920er Jahre
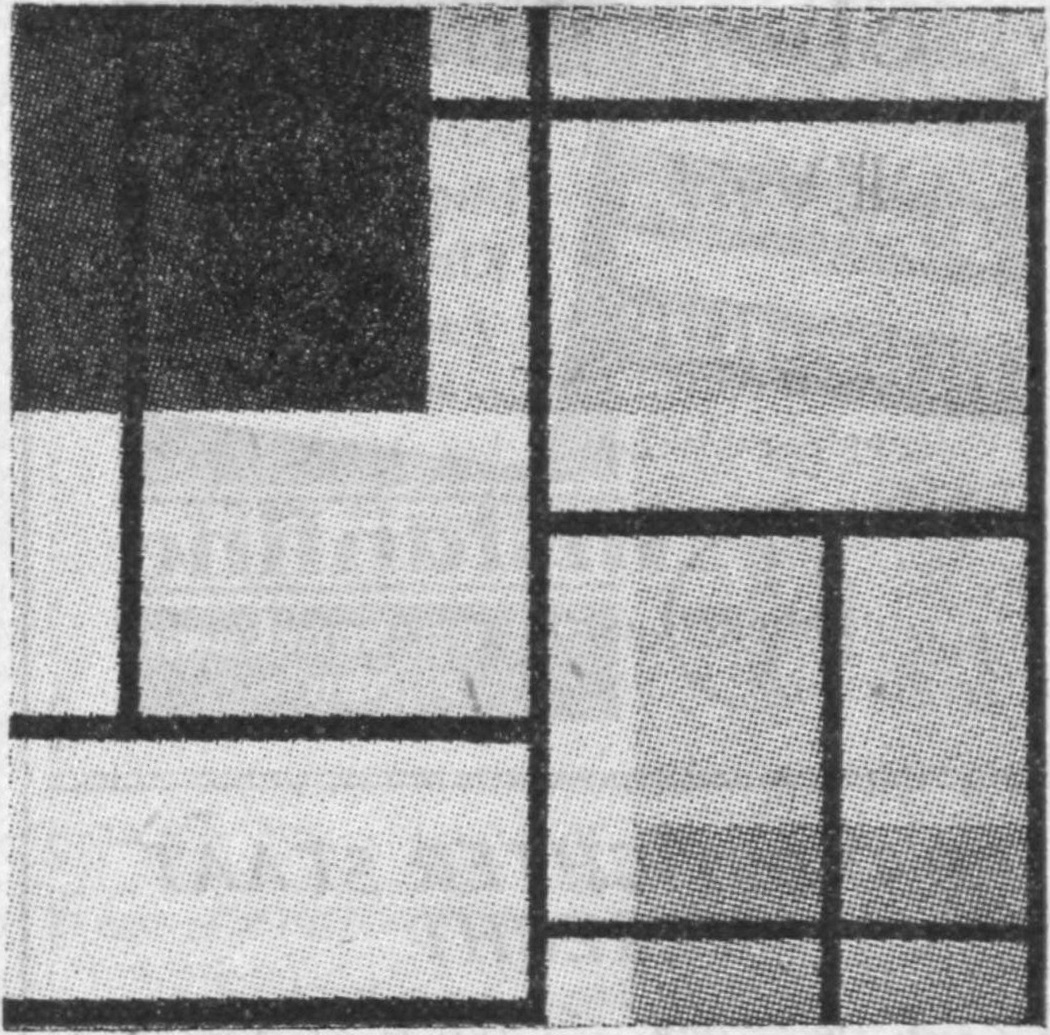
Doesburgs Simultaneous Composition XXIV, 1930 im Kunstsalon Wolfsberg ausgestellt
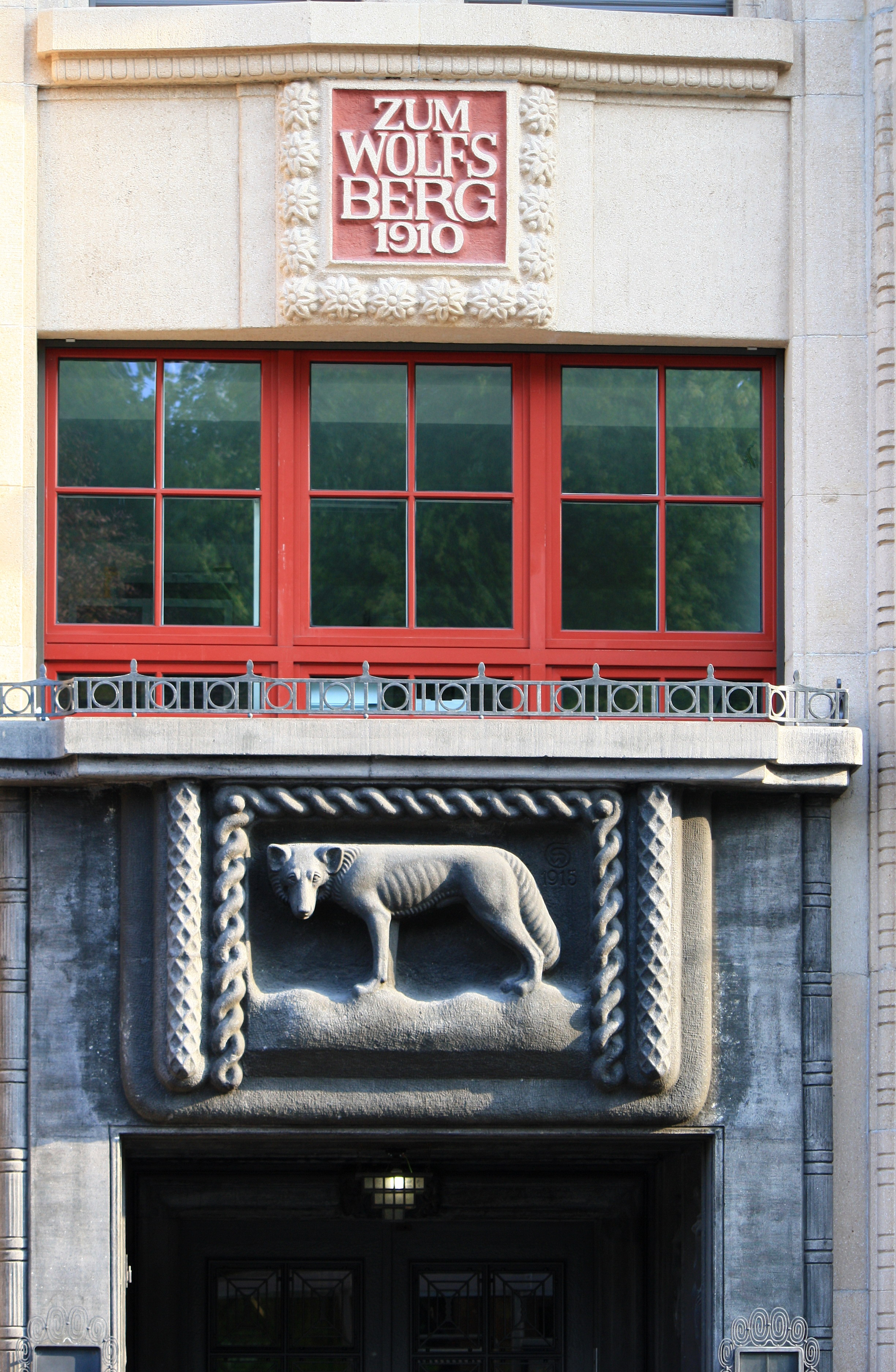
Wolfsrelief von Wilhelm Schwerzmannan der Fassade des Gebäudes